# Acanthostigmella thaxteri
Acanthostigmella thaxteri är en svampart som beskrevs av Linder 1929. Acanthostigmella thaxteri ingår i släktet Acanthostigmella och familjen Tubeufiaceae.   Inga underarter finns listade i Catalogue of Life.